# Agostino Casaroli
Agostino Casaroli (Castel San Giovanni, 24. studenoga 1914. – Rim, 9. lipnja 1998.), talijanski katolički nadbiskup i kardinal.
Za svećenika je zaređen 1937. godine. Od 1940. godine djelovao je u vatikanskoj diplomaciji. Godine 1967. posvećen je za biskupa te je službovao kao naslovni biskup Kartage. Od 1967. djelovao je kao tajnik Kongregacije za posebne poslove Crkve. Od 1979. uzdignut je na čast kardinalata. U razdoblju od 1979. do 1990. bio je državni tajnik Svete Stolice.